# 布尔韦尼察市镇

布尔韦尼察市镇在北马其顿的位置

布尔韦尼察市镇，为北马其顿的一个市镇。该市镇西临弗拉普契什泰市鎮、博戈维涅市镇，北邻泰托沃市镇，东邻熱利諾市鎮，南邻馬其頓布羅德市鎮、戈斯蒂瓦尔市镇。总面积164.3平方公里，总人口15,855（2002年）。行政中心位于布尔韦尼察村。